# SC Austro Fiat Wien
SC Austro Fiat Wien was een Oostenrijkse voetbalclub uit Floridsdorf, een stadsdeel van de hoofdstad Wenen.

## Geschiedenis
SC Austro Fiat Wien werd opgericht als bedrijfsclub van Austro-Fiat-Werke. In juni 1935 fusioneerde de club met tweedeklaser Wiener Rasensportfreunden en nam de licentie van de club over en speelde verder onder de naam Austro Fiat. De Rasensportfreunden werden in 1928 opgericht. Viktor Spechtl die later nog furore zou maken begon zijn carrière bij deze club. In 1932 werd de club kampioen van de derde klasse en promoveerde. De club speelde drie seizoenen in de tweede klasse en speelde de thuiswedstrijden in het stadion van SC Bewegung XX in Brigittenau. 
De fusieclub begon erg goed en werd al in het eerste jaar kampioen met één punt voorsprong op 1. Simmeringer SC. In de eindronde om de promotie verloor de club echter met 0-1 en 1-2 van Post SV Wien. Het volgende seizoen moest de club Simmeringer laten voorgaan. In 1937/38 werd de club opnieuw kampioen, dit keer voor SC Helfort Wien. Dit keer promoveerde de club automatisch naar de hoogste klasse, in die tijd de Gauliga Ostmark. Door de Anschluss van Oostenrijk bij het Derde Rijk moest de club de naam SV Amateure Fiat Wien aannemen omdat de naam Austro ongewenst was. In het eerste seizoen werd de club zevende en in 1940 laatste. Na dit seizoen fusioneerde de club met Floridsdorfer AC.